# Anopsicus soileauae
Anopsicus soileauae là một loài nhện trong họ Pholcidae. Loài này được phát hiện ở México.